# Trirachodon
Trirachodon (лат.) — вымерший род цинодонтов из семейства трираходонтид. Его ископаемые остатки были обнаружены в Южной Африке; они относились к нижнему и среднему триасу.

## Характеристика
Череп Trirachodon имел короткую и узкую морду с широкими глазницами. Дуга щёчной кости была относительно тонкой.
Среди своих сородичей-цинодонтов Trirachodon был относительно небольшим, длина тела достигала всего 50 см. Имел меньше коренных зубов, чем диадемодон (Diademodon). Эти зубы, по сравнению с диадемодоном, были более широкими в поперечном сечении.

## Виды
Типовым видом является T. berryi, описанный в 1895 году. британским палеонтологом Г. Сили по основанию черепа. Ещё три образца отнесли к другому виду, T. kannemeyeri, который отличается от типового длиной основания морды и количеством постклыковых зубцов. Многие специалисты считают эти различия слишком поверхностными, чтобы выделять отдельный вид T. kannemeyeri, поэтому последний термин в современных работах выходит из употребления.
Новый вид, T. minor, описал Роберт Брум в 1905 году на основании хорошо сохранившейся морды. Позднее, в 1915 году, Брум назвал его T. browni, отличая его от других видов по длине коренных зубов. В 1932 году Брум предположил, что T. berryi является представителем нового рода, Trirachodontoides. Ещё один вид Trirachodon, названный T. angustifrons, был описан в 1946 году на основании узкого черепа, найденного в Танзании, однако позднее оказалось, что череп принадлежал скаленодону из семейства траверсодоновых.
В 1972 году было установлено, что все виды Trirachodon были синонимами типового вида, кроме T. browni, который был переименован в Diademodon tetragonus и отнесён к другому роду.

## Палеобиология
Считается, что Trirachodon обитал в норах. В Намибии обнаружена серия подземных жилищ, в которых, как считается, обитали представители данного рода. В одном из таких подземных комплексов обнаружены ископаемые остатки как минимум 20 обитателей. Вход был с заметным склоном вниз и сводчатым потолком. Боковые камеры присоединялись к основному ходу под почти прямым углом.
Trirachodon имел полувыпрямленную осанку, его конечности позволяли быстро передвигаться по туннелям. Предполагается, что многочисленные ископаемые остатки в обнаруженной норе сохранились из-за того, что все обитатели погибли из-за быстрого затопления.
Многие характеристики нор указывают на то, что в них могли обитать целые колонии. Просторный вход мог быть населён несколькими особями, а вспомогательные туннели и соответствующие камеры могли быть выкопаны одним-единственным животным. Компактные этажи и двухходовые туннели свидетельствуют о том, что норы использовались множеством обитателей, которые постоянно перемещались внутри.
Колониальный образ жизни Trirachodon позволяет предполагать, что это было единственный из известных синапсид мезозоя с хорошими социальными навыками, и один из первых примеров совместного обитания в комплексе туннелей среди вообще всех известных четвероногих.